# إنرو

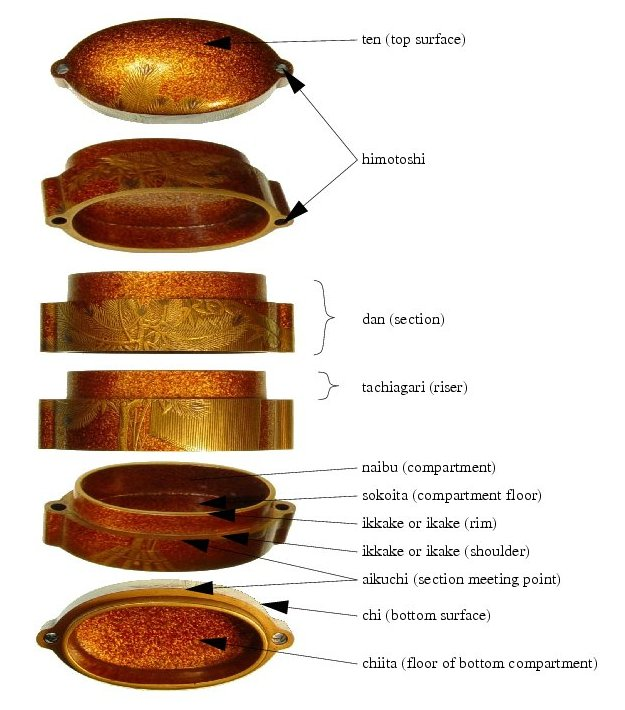
مكونات الإنرو

```
الإنرو
 
(
印籠
،
 
inrō
؟
)
 هي حاوية 
يابانية
 تقليدية لحمل أشياء صغيرة، معلقة من 
الأوبي
. وغالبًا ما تكون مزينة جدا، بمجموعة متنوعة من المواد والتقنيات، وتستخدم في كثير من الأحيان تقنية 
الورنيش الياباني
. 
```

نظرًا لأن اللباس الياباني التقليدي يفتقر إلى الجيوب، فغالبًا ما كانت تُحمل الأشياء عن طريق تعليقها منالأوبي في حاويات تُعرف باسم "ساجيمونو [الإنجليزية]". حيث تم إنشاء معظمها لمحتويات خاصة، مثل التبغ والغليون وفرشاة الكتابة والحبر، ولكن النوع المعروف باسمالإنرو مناسب لحمل الأشياء الصغيرة.

## أصل التسمية
المصطلح إنرو مستمد من الجذور الصينية اليابانيةفي (من الصينية الوسطىجين 印 وتعني «الختم») و رو (MC luwng 籠 وتعني «قفص»). 

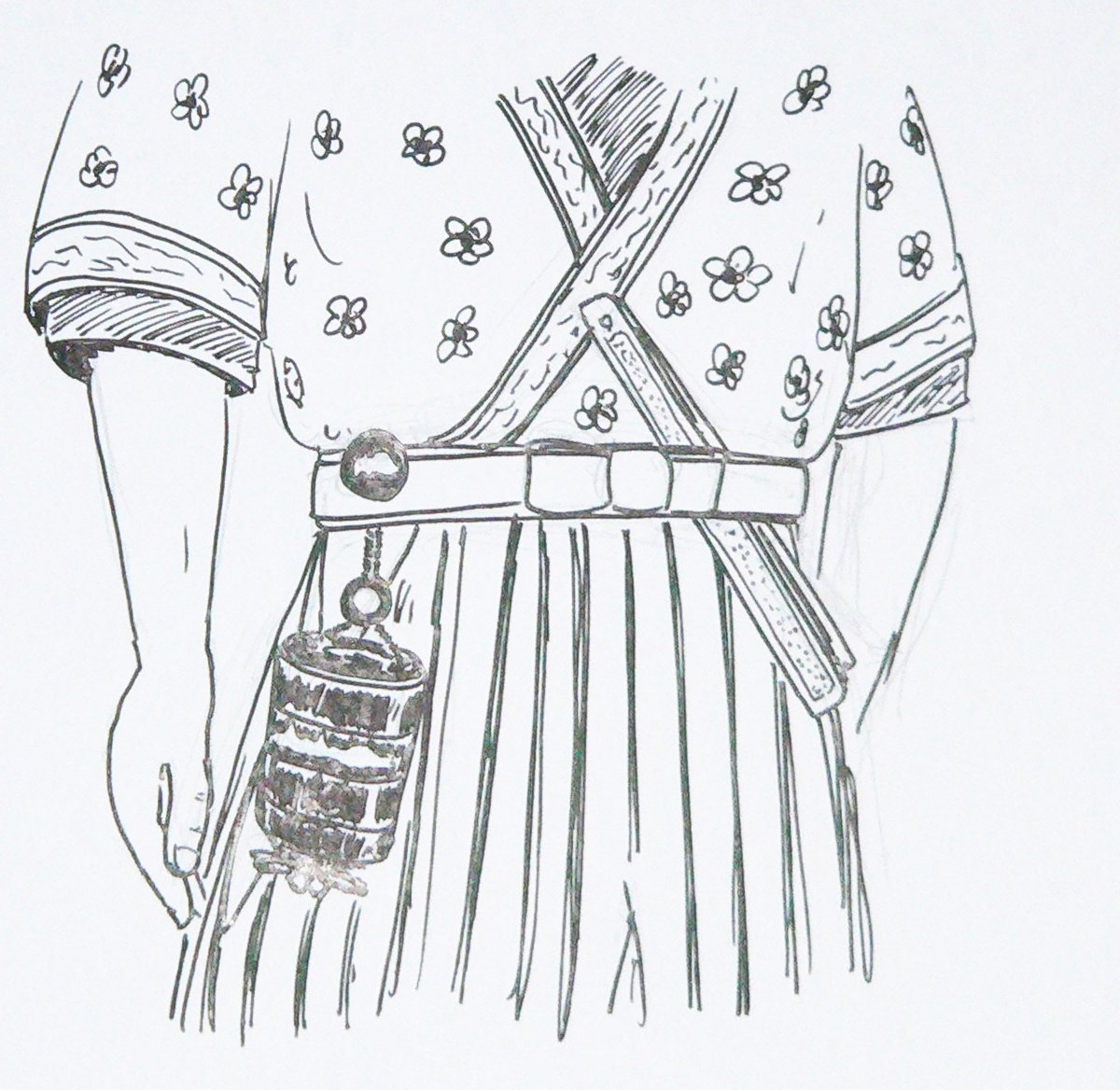
رسم لرجل يرتدي الإنرو معلقًا بمساعدة النيتسوكي ويحتفظ به معالأوجيمي.
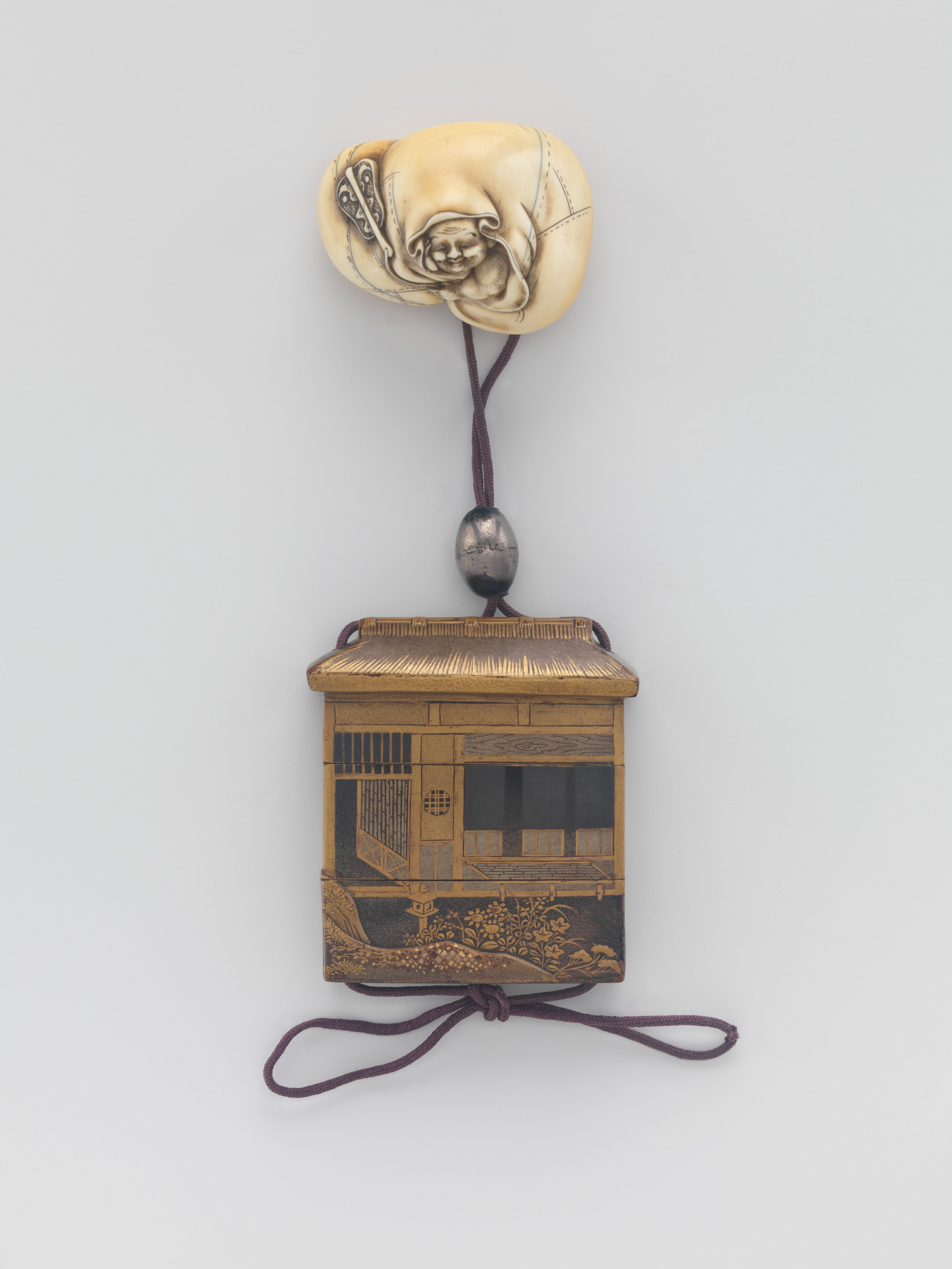
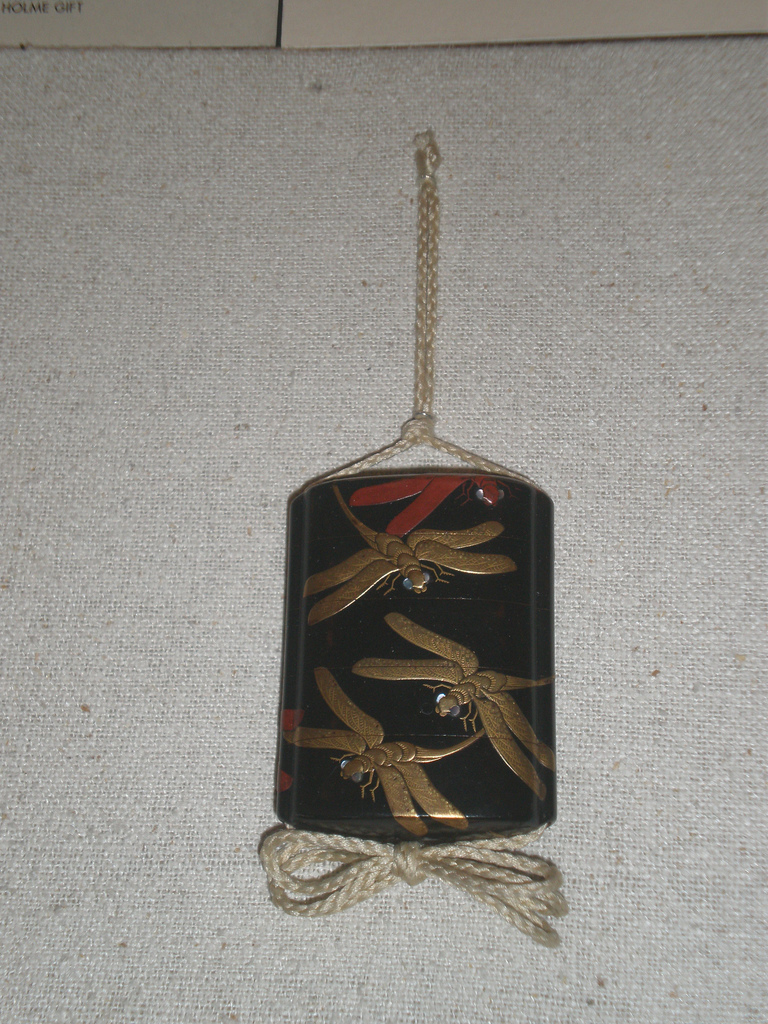
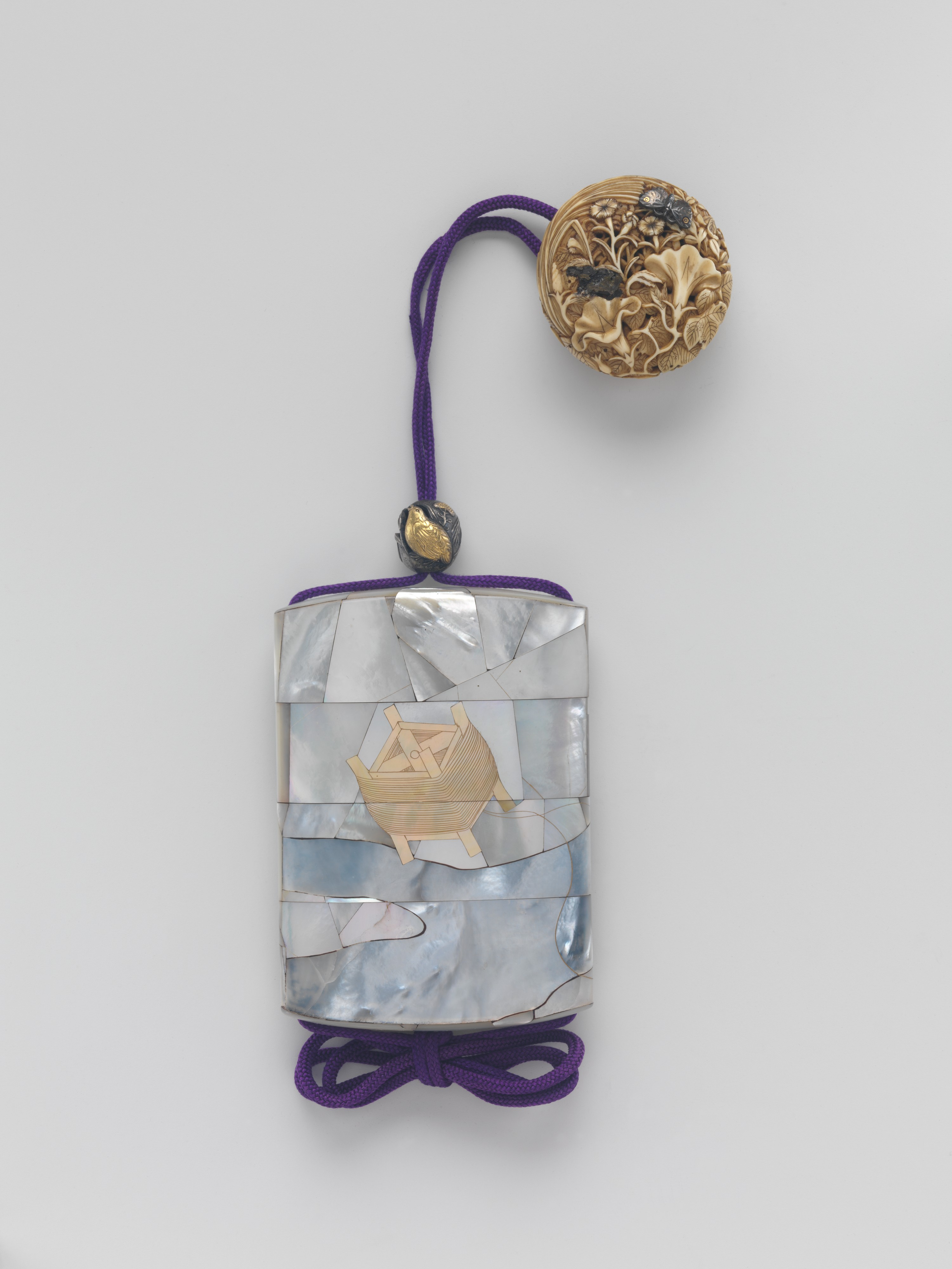
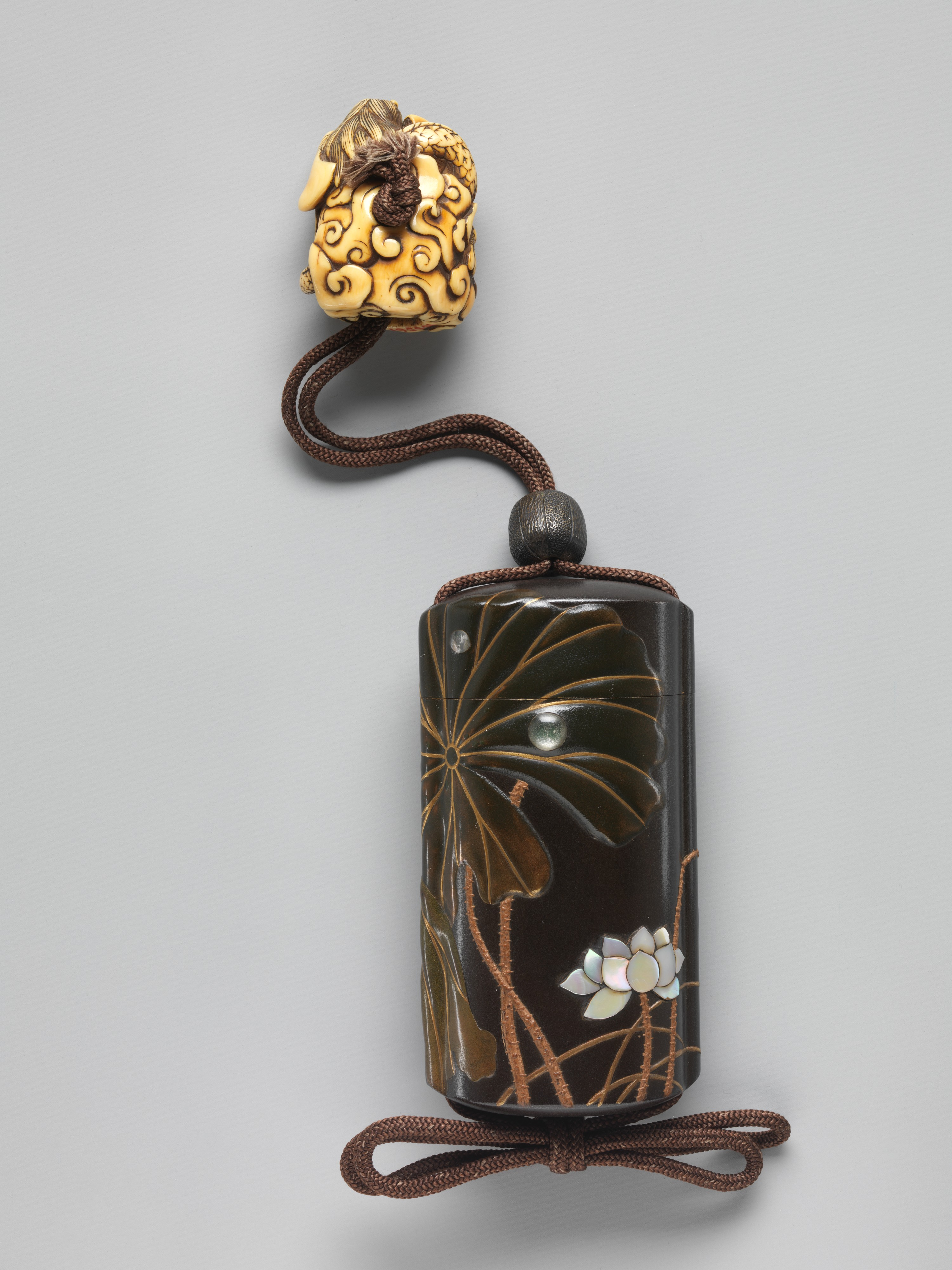
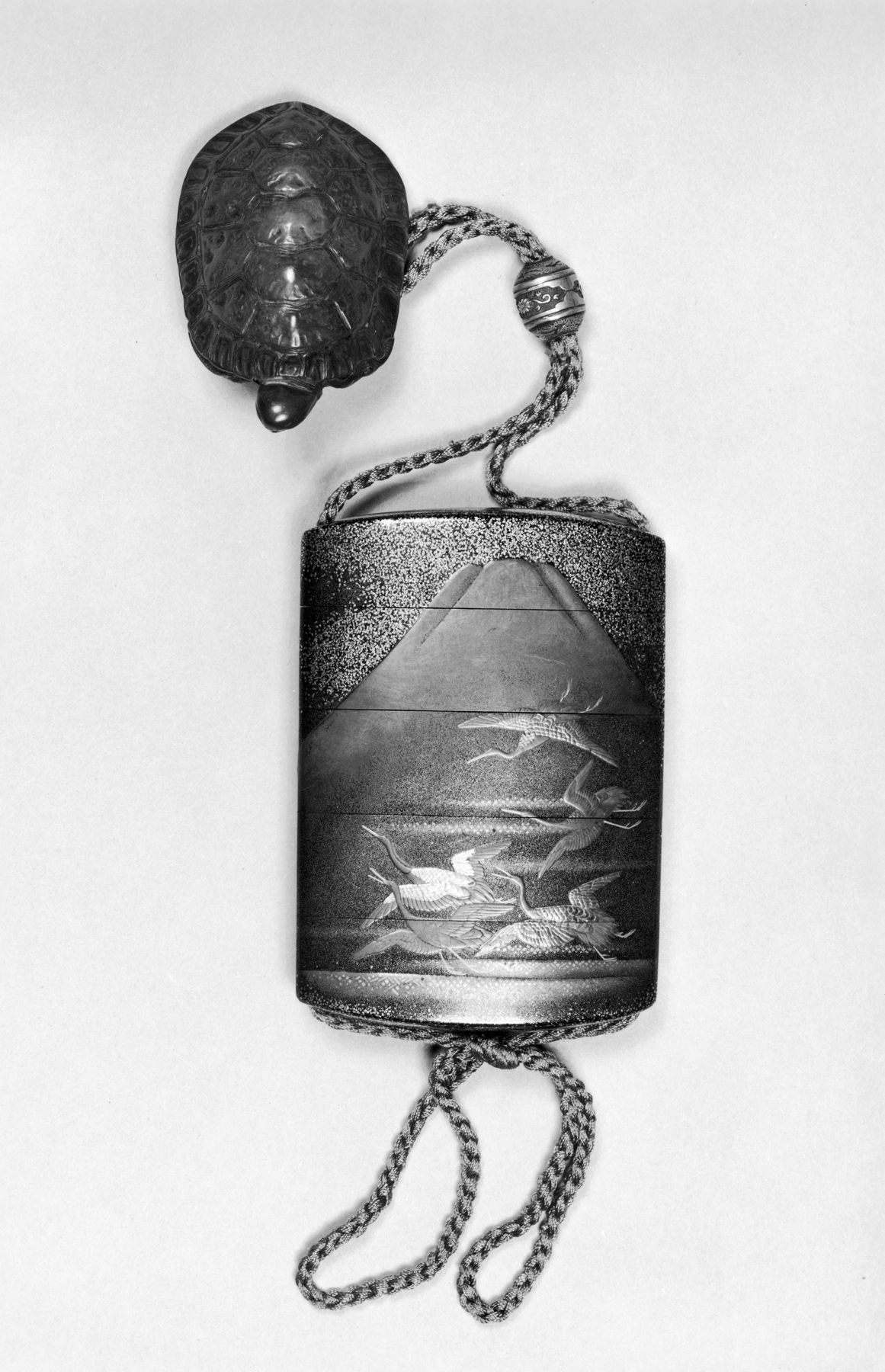
إنرو مع طير الكركي تحلق أمام جبل فوجي، ونيتسوكي على شكل سلاحف. القرن التاسع عشر (إيدو؛ ميجي) متحف والترز الفني.
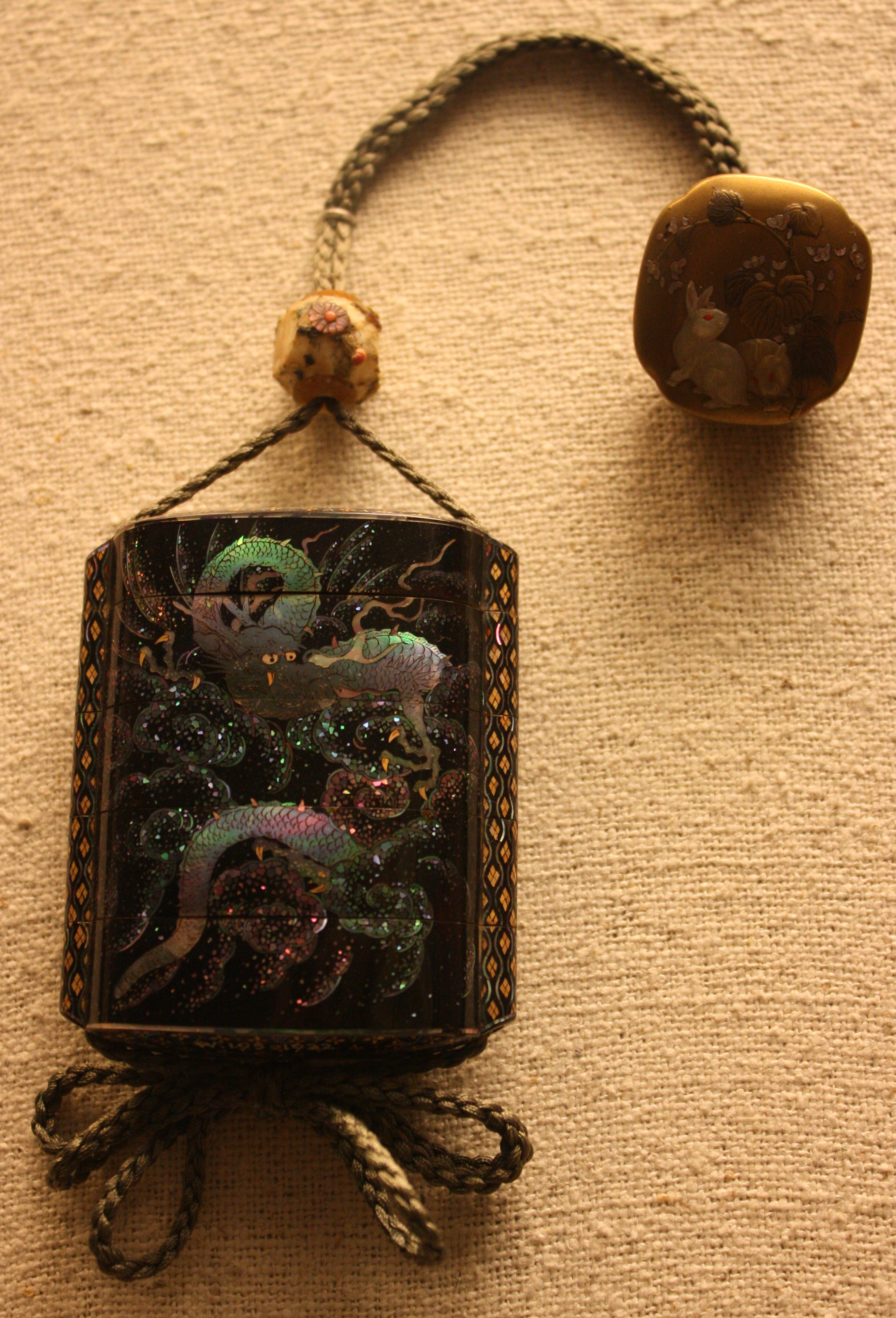
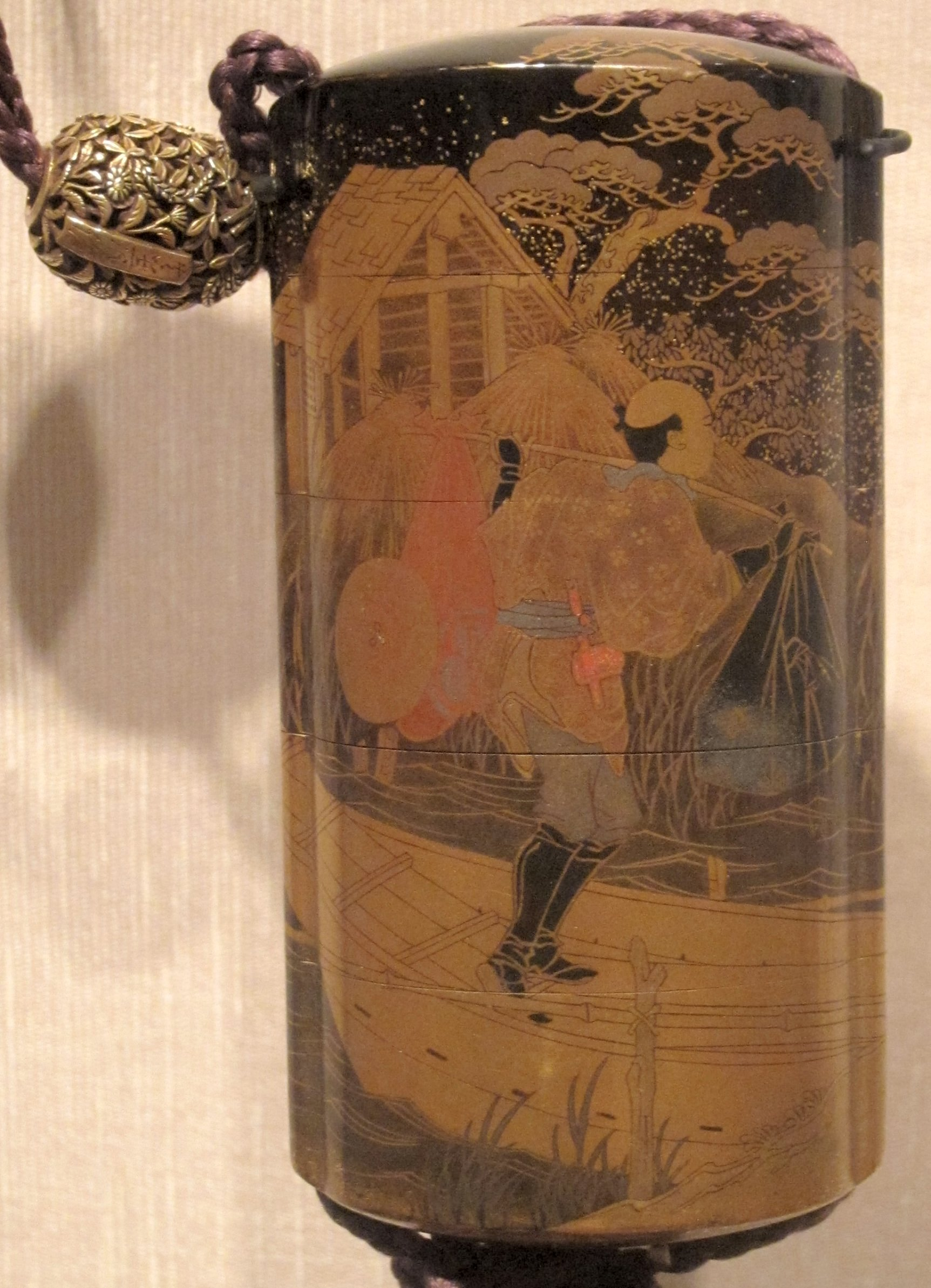
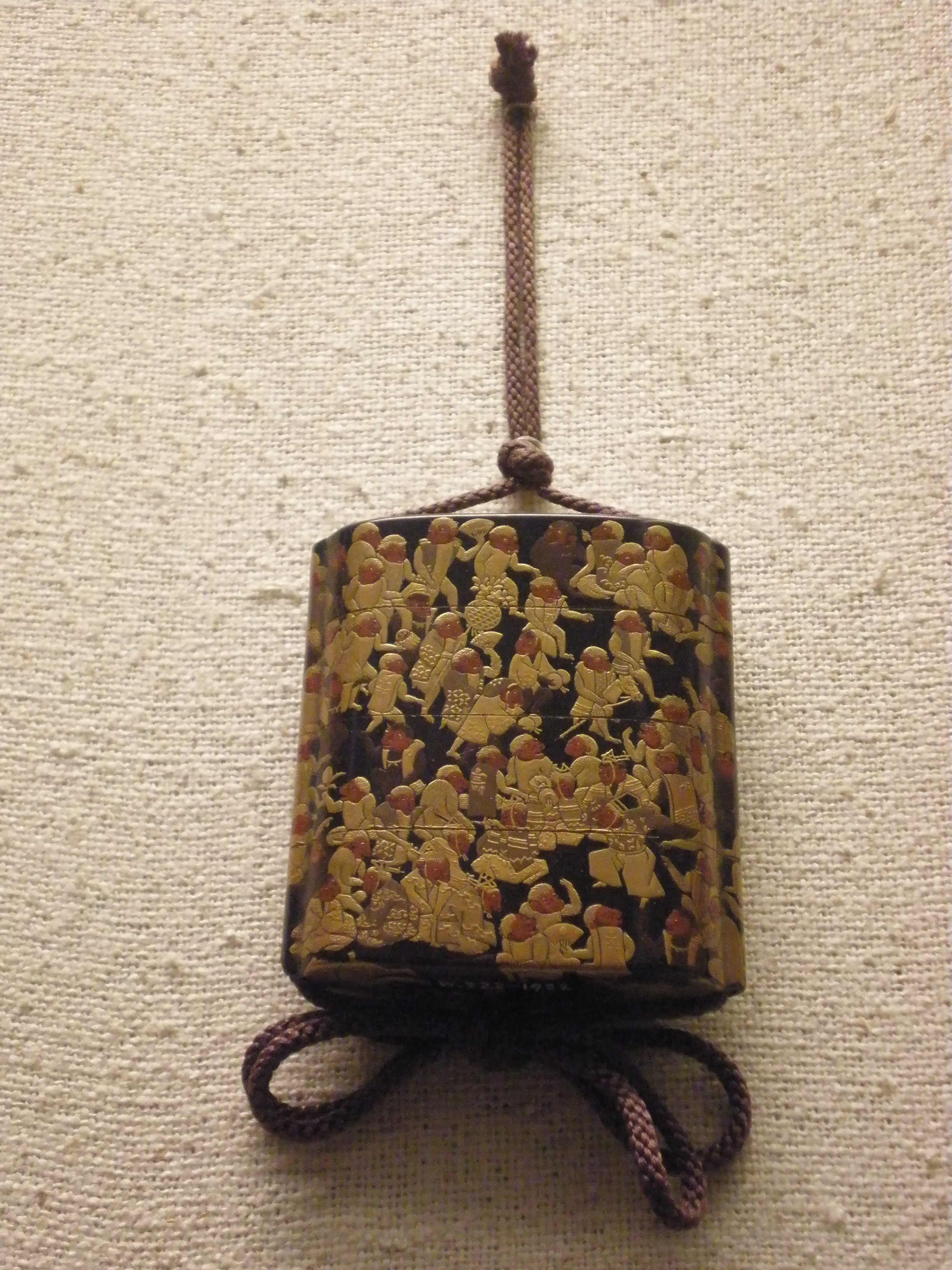
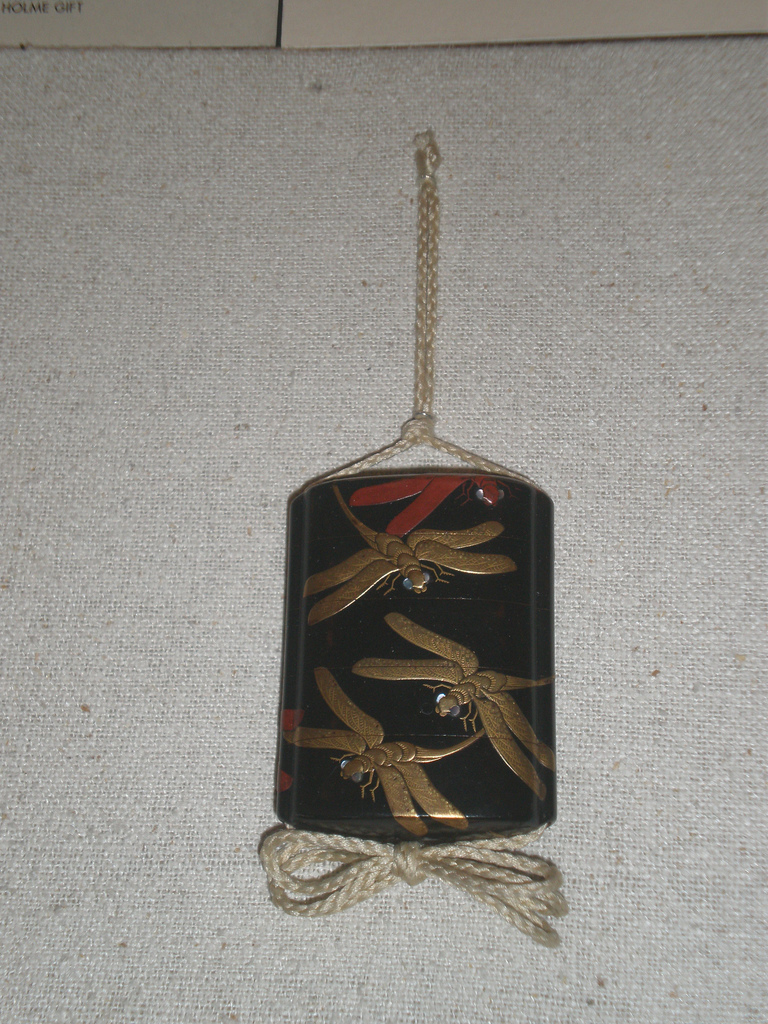
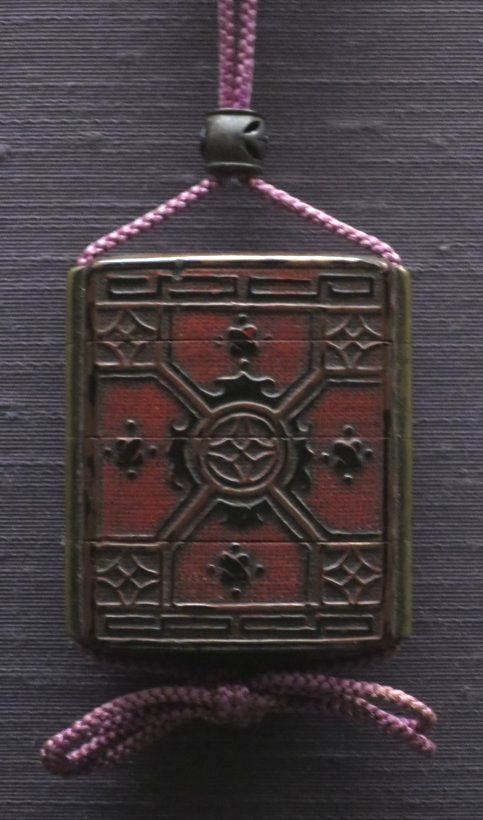
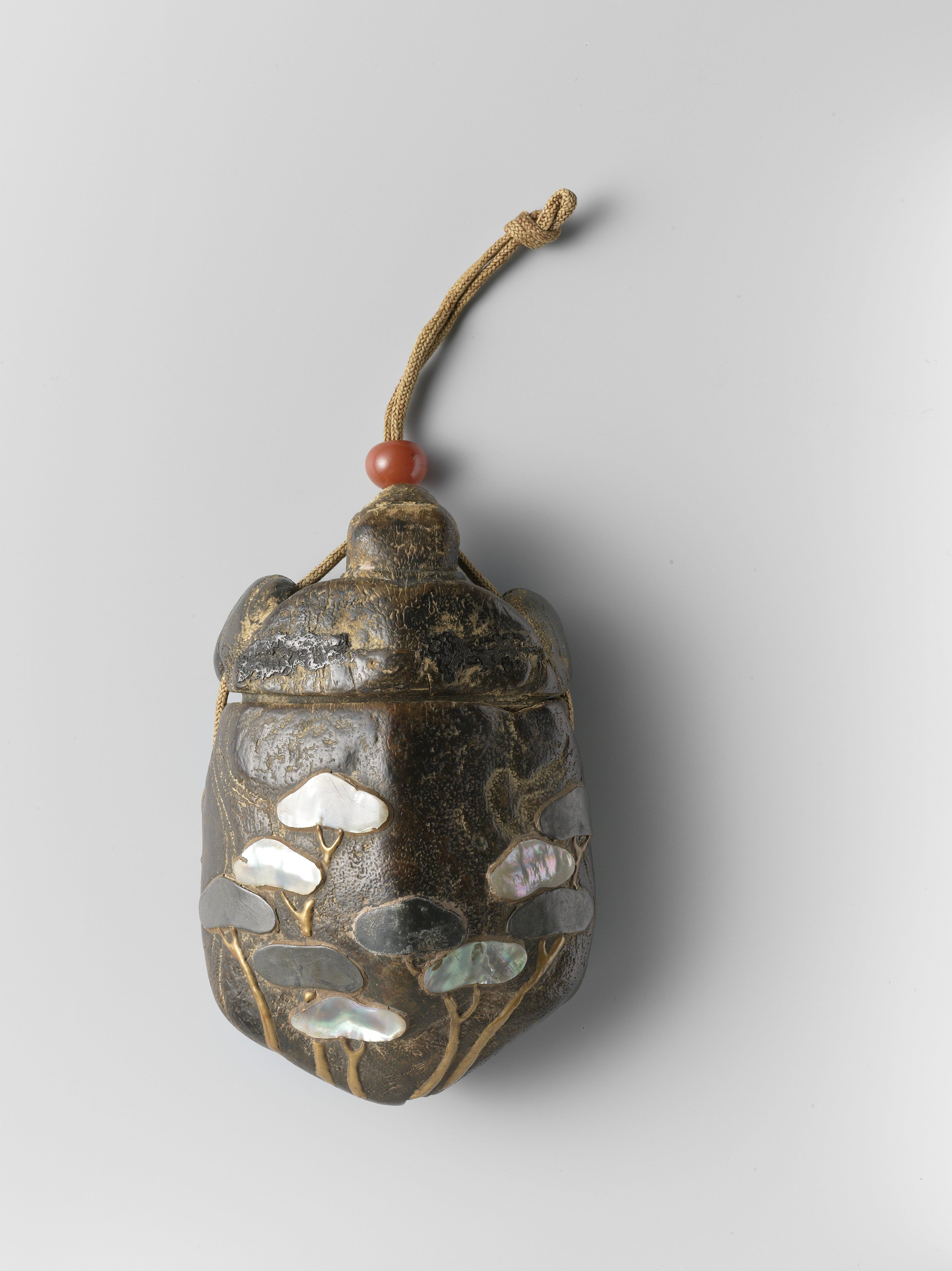

## روابط خارجية
- Netsuke: روائع من متحف متروبوليتان للفنون ، وهو كتالوج معارض من متحف متروبوليتان للفنون (متاح بالكامل على الإنترنت بصيغة PDF)، والذي يحتوي على العديد من أمثلة Inrō
- متاحف ومعرض فنون برمنجهام